# Оша
Оша́ — річка в Омської області, ліва притока Іртишу. Середня витрата води за 316 км від гирла близько 2,4 м³/с, в гирлі — 16,1 м³/с
Бере початок з озера Ачикуль (площа 4,5 км²), яке з'єднується з озерами Теніс (118 км²) і Салтаїм (146 км²).
Тече Західно-Сибірською низовиною. Живлення в основному снігове. Повінь в квітні, іноді в травні. Замерзає в кінці жовтня, розкривається в 2-ій половині квітня.